# Charles August Fey

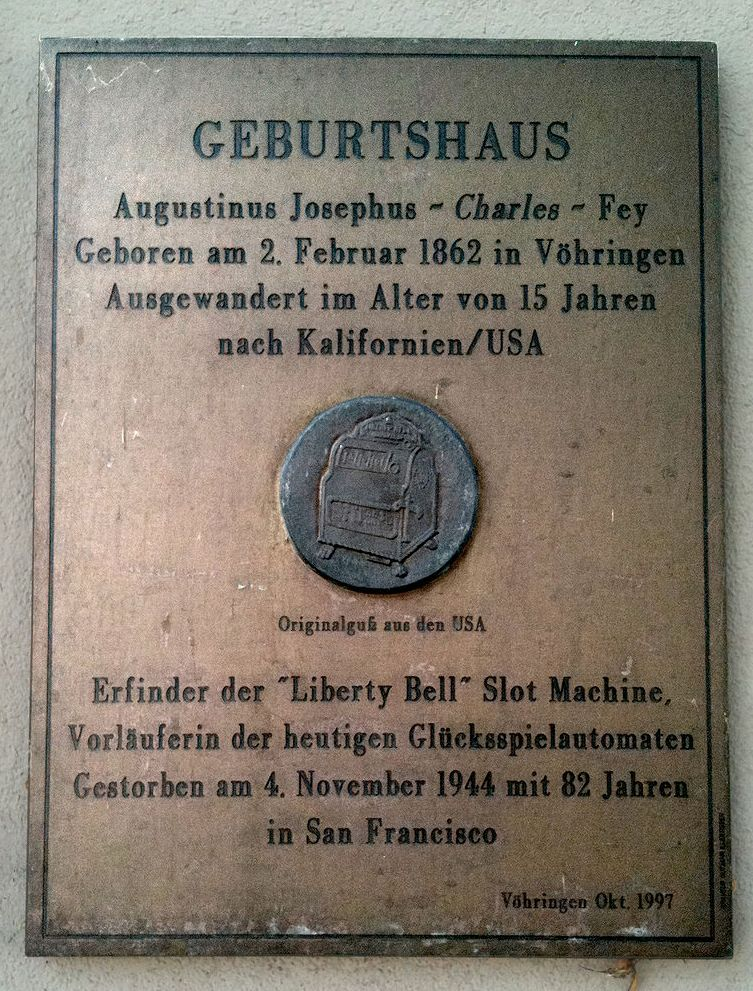
Gedenktafel am Geburtshaus von Charles Fey in Vöhringen

Charles August Fey (* 2. Februar 1862 als Augustinus Josephus Fey im bayerischen Vöhringen (Iller); † 10. November 1944 in San Francisco) war ein US-amerikanischer Erfinder deutscher Herkunft. Bekannt ist er als Erfinder des sogenannten Einarmigen Banditen (engl. Slot Machine), dem wohl bekanntesten mechanischen Spielautomaten der Welt.

## Leben

### Kindheit und Jugend
Augustinus Josephus Fey wurde 1862 als sechzehntes Kind und jüngster Sohn einer wenig begüterten Familie geboren. 
Im Alter von 14 Jahren besuchte er in seinen Schulferien seinen Bruder Edmund in München und fand kurzzeitig Arbeit in einer Werkzeugfabrik. Dort entdeckte er früh sein Talent und seine Leidenschaft für die Mechanik. 

### Auswanderung und Anfangsjahre in den USA
Um seinem patriarchischen Elternhaus zu entfliehen und der Einberufung ins bayerische Militär zuvorzukommen, entschloss sich Fey mit 15 Jahren, seinem Onkel in die USA zu folgen. Er konnte sich jedoch die teure Überfahrt in die USA nicht leisten, und so verschlug es ihn zunächst nach Frankreich und England. Dort arbeitete er unter anderem bei einem Hersteller für Sprechanlagen und als Werkzeugmacher für nautische Instrumente.
Nach 5 Jahren in London hatte er endlich genug Geld für die Passage nach Amerika erspart und segelte nach New York. 
In der Neuen Welt angekommen, lebte Fey anfangs bei seinem Onkel in New Jersey. Als dieser mit seiner Familie zurück nach Deutschland emigrierte, entschloss sich Fey dazu, die Ostküste zu verlassen und nach Kalifornien zu reisen.
1885 kam er in San Francisco an und fand schnell Arbeit als Mechaniker. Doch nur kurze Zeit später erkrankte er so schwer an Tuberkulose, dass ihm die Ärzte nur noch weniger als ein Jahr zu Leben gaben. Wie durch ein Wunder erholte er sich jedoch von der Krankheit und fand eine Festanstellung bei der California Electric Works Company.
Er heiratete Marie Christine Volkmar (1866–1942), mit der er drei Töchter und einen Sohn bekam. 1889 änderte er seinen Namen in „Charles August Fey“ um.

### Entwicklung der Slot Machine

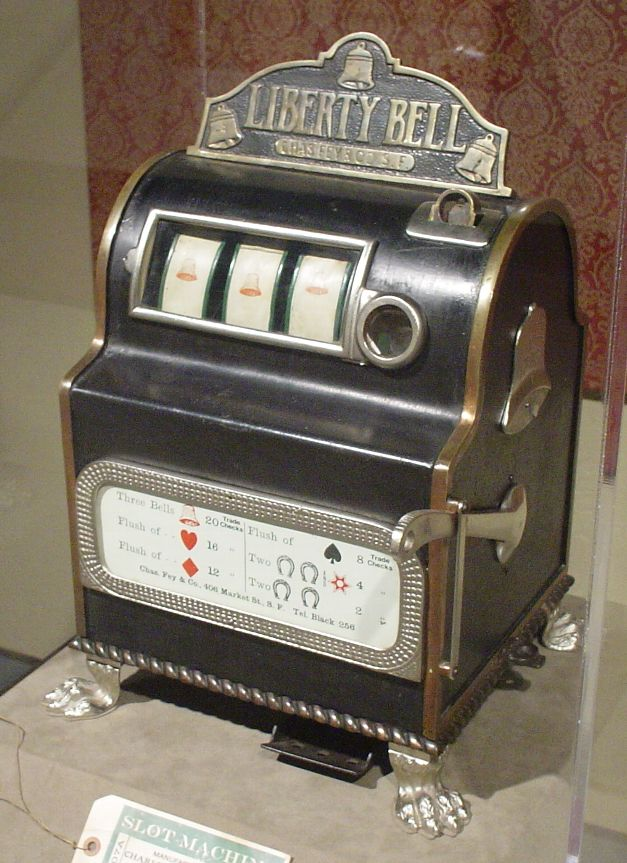
Feys „Liberty Bell“ Slot Machine

In seiner Freizeit tüftelte Fey in seiner Werkstatt oftmals an diversen Maschinen herum, um deren Funktionsweisen zu erforschen und durch eigene Ideen zu verbessern. Als der leidenschaftliche Glücksspieler an einem Abend des Jahres 1887 wieder einmal zu wenig Geld für das Casino hatte, kam ihm in seiner Werkstatt die Idee, eine Spielmaschine mit 3 verschiedenen Spulen zu bauen, die sich unabhängig voneinander drehen, sobald man einen Hebel zieht und automatisch den Gewinn auszahlt. Zu dieser Zeit gab es bereits eine Reihe mechanischer Spielautomaten, welche aber oftmals einen komplizierten Mechanismus mit 5 Walzen und Symbolen aus dem Poker besaßen. Die große Anzahl verschiedener Gewinnkombinationen führte jedoch zu mechanisch unlösbaren Problemen bei der Gewinnausschüttung. Fey vereinfachte den automatischen Mechanismus, indem er seinen Automaten auf 3 Walzen mit je 5 Symbolen – Hufeisen, Diamanten, Spaten, Herzen und einer Freiheitsglocke (Liberty Bell) – begrenzte und somit den ersten funktionierenden automatischen Auszahlmechanismus bewerkstelligte.
Fey nannte seinen Automaten „Liberty Bell“, bis sich später die Bezeichnung „Slot Machine“ durchsetzte. Er wurde schnell zum bekanntesten und beliebtesten Spielautomaten der USA, und so gründete Charles Fey im Jahr 1895 in Berkeley seine eigene Firma und verbesserte seine Erfindung kontinuierlich weiter. Fey verkaufte seine Liberty Bells nicht, sondern vermietete diese an Casinos und Saloons auf Grundlage einer 50/50-Aufteilung des Profits.
Da Fey die große Nachfrage nicht mehr selbst befriedigen konnte, tat er sich 1907 mit der Mills Novelty Company aus Chicago zur Firma „Bell Machines“ zusammen. Fey betrachtete diese Fusion später als großen Fehler, jedoch brachte die Firma 1910 mit der so genannte „Fruit Machine“ einen weiteren wegweisenden Automaten heraus, bei welchem die Zahl der Symbole durch Früchte erweitert wurde.

### Lebensabend
Fey verblieb noch viele Jahre in der Firma und entwickelte unzählige neue und verbesserte Slot Machines, ehe er sich im Alter von 82 Jahren zur Ruhe setzte. Nur 10 Monate später starb er an einer Lungenentzündung.

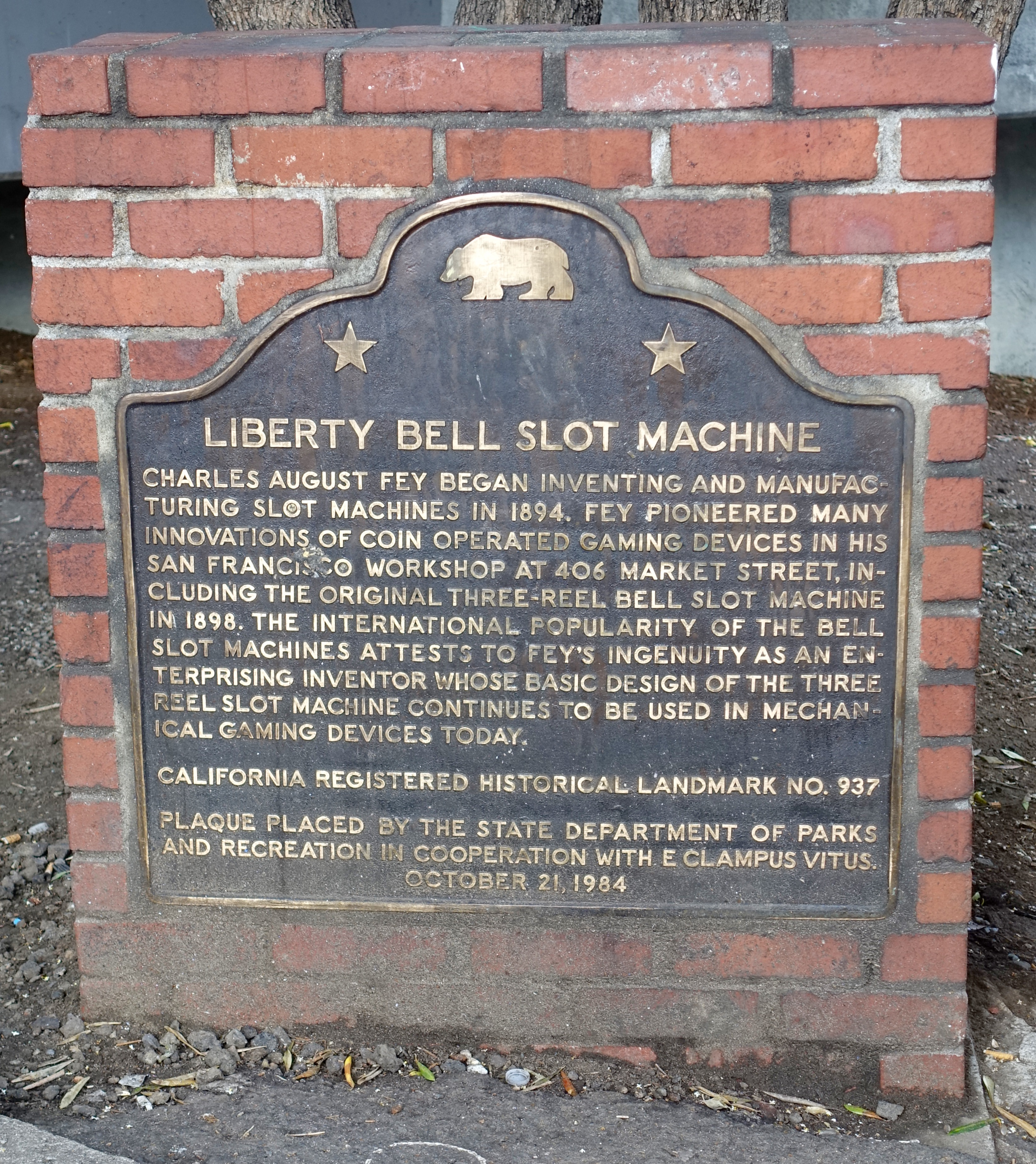
Gedenktafel für Charles Fey und die „Liberty Bell Slot Machine“ in San Francisco

## Würdigung
Charles Fey konnte zu seinen Lebzeiten nie großen Profit aus seiner Erfindung schlagen, und auch gebührende Anerkennung blieb ihm bis zuletzt verwehrt.
Vierzig Jahre nach seinem Tod wurde im Jahr 1984 an einem Gebäude im Norden der Market Street in San Francisco eine offizielle Gedenktafel für Charles Fey und seine Erfindung „Liberty Bell Slot Machine“ angebracht. Der Ort ist als "California State Historical Landmark Nr. 937" registriert. An selber Stelle befand sich von 1897 bis zum großen San-Francisco-Erdbeben von 1906 Feys Manufaktur. 
1989 brachte sein Enkel Marshall Fey einen Bildband über die Geschichte Feys und des Unternehmens heraus, das in mehreren Auflagen erschien.
In seiner Heimatstadt platzierten am 10. Oktober 1997 die Stadtväter von Vöhringen eine Gedenkplakette an Feys Geburtshaus, das heute das Jugendhaus der Stadt beherbergt.